# Caledothele annulatus
Caledothele annulatus är en spindelart som först beskrevs av Raven 1981.  Caledothele annulatus ingår i släktet Caledothele och familjen Dipluridae. Inga underarter finns listade.